# Курик, Михаил Васильевич
Михаил Васильевич Курик (укр. Михайло Васильович Курик; 1939 — 2017) — советский и украинский физик, доктор физико-математических наук (1977), профессор (1986). Основатель отдела молекулярной фотоэлектроники Института физики АН УССР (1983).

## Биография
В 1960 окончил физико-математический факультет Черновицкого государственного университета. В 1960–1962 младший научный сотрудник кафедры полупроводников этого университета. В 1962 учился в аспирантуре Института физики АН УССР в Киеве. В 1965 защитил кандидатскую диссертацию по теме «Исследование энергетической структуры некоторых полупроводниковых соединений группы A2B6». В 1967 начинает работать в Институте физики по органическим (молекулярным) полупроводникам, новому на то время научному направлении, физике органических молекулярных полупроводников. В 1977 защитил докторскую диссертацию по теме «Исследование процессов взаимодействия экситонов с фононами и носителями заряда». В 1978 организуется структурная лаборатория из органических полупроводников, которая в 1983 реорганизуется в отдел молекулярной фотоэлектроники. В 1983 начинает в Институте исследование по новой тематике — физике жидких кристаллов, которая вместе с молекулярными (органическими) полупроводниками становится одним из приоритетных направлений в Институте. Является автором более 400 научных трудов, среди которых книги и статьи, в том числе в со-авторстве, также автор и со-автор порядка 40 патентов на изобретение и авторских свидетельств.